# Засада на колонну 51-го парашютно-десантного полка под Сержень-Юртом
Засада на колонну 51-го гвардейского парашютно-десантного полка 106-й гвардейской воздушно-десантной дивизии — боевая операция чеченских боевиков под командованием Абу Джафара и Абу аль-Валида у селения Сержень-Юрт во время второй чеченской войны.

## Ход боя
23 апреля 2000 года чеченские боевики под командованием иностранцев Абу-Джафара и Абу аль Валида у селения Сержень-Юрт, на участке дороги, прикрываемом взводным опорным пунктом 66-го полка оперативного назначения ВВ (командир взвода лейтенант Карасёв А.В.), устроили засаду на колонну 51-го гв. парашютно-десантного полка 106-й (тульской) дивизии ВДВ, возвращавшуюся с железнодорожной станции с запасом горюче-смазочных материалов.
Одна огневая группа работала по колонне, другая — по ВОПу внутренних войск.
Десантники спешились и открыли ответный огонь, прикрываясь бронёй БМД, продолжавших движение и ведших огонь из штатного вооружения. За ними над дорогой вёл плотный огонь из всех имеющихся огневых средств ВОП ВВ, отвлекая часть огня противника на себя.
Позже к бою подключилась пара вертолётов огневой поддержки Ми-24.

## Потери
Потери десантников — 16 убитых, 6 (возможно больше) раненых; у военнослужащих внутренних войск — 1 раненый. Стрелковым оружием и выстрелами РПГ подбито до семи единиц техники.

## Итог
Боевики, хоть и нанесли существенный урон федеральным силам в живой силе и технике, понесли потери и вынуждены были отступить.

## Участники боя
1. Подразделения 51-го гвардейского парашютно-десантного полка 106-й гвардейской воздушно-десантной дивизии.
51-й гв. Краснознамённый ордена Суворова III ст. парашютно-десантный полк им. Святого Дмитрия Донского: 1555 чел., 93 БМД-1, 32 БТР-Д, 18 «Нона», 13 БТР-ЗД, 6 БТР-РД, 2 БМД-1КШ, 1 БМД-1Р (2000 г.). Пункт временной дислокации в Чечне — около Элистанжи (Веденский район).
Список военнослужащих 51-го гв. ПДП, погибших в бою 23 апреля 2000 г. под Сержень-Юртом
1. Базаев Амиран, гв. рядовой, 1980 г.р.
2. Бебешев Валерий, гв. рядовой к/с, 1965 г.р.
3. Боярских Виталий, гв. прапорщик, 1967 г.р.
4. Газер Виктор, гв. мл. сержант к/с, 1974 г.р., орден Мужества посмертно.
5. Князев Олег, гв. сержант к/с, 1965 г.р.
6. Кобылкин Евгений, гв. рядовой, 1980 г.р.
7. Козеев Александр, гв. Сержант к/с, 1980 г.р.
8. Корчагин Анатолий, гв. рядовой к/с, 1978 г.р.
9. Максимов Эдуард, гв. рядовой, 1981 г.р.
10. Молостов Лев, гв. рядовой к/с, 1973 г.р.
11. Никитин Анатолий, гв. рядовой, 1978 г.р.
12. Пилюгин Дмитрий, гв. ст. лейтенант, 1976 г.р., орден Мужества посмертно.
13. Семёнов Алексей, гв. рядовой, 1980 г.р.
14. Семёнов Олег, гв. ст. прапорщик, 1965 г.р.
15. Фунтусов Сергей, гв. рядовой, 1980 г.р.
16. Холоден Сергей, гв. мл. сержант, 1980 г.р.
2. ВОП № 1 66-го полка оперативного назначения внутренних войск.
Мотострелковый взвод лейтенанта Карасёва неполной штатной укомплектованности с приданными огневыми средствами из состава 66-го полка оперативного назначения 2-й дивизии оперативного назначения внутренних войск МВД РФ.

Вооружение:
- ЗУ-23-2 — 1
- СПГ-9 — 1
- БТР-80 — 1
- РПГ-7 — 2
- АГС-17 — 2
- ГП-25 — 2
- ПКМ — 3
- РПК-74 — 1
- СВД — 1
- АКС-74М — …[6]

3. 2 вертолёта огневой поддержки Ми-24.

## Бой под Сержень-Юртом в исторической и мемуарной литературе
- Валиуллин К. Б., Зарипова Р. К.. История России. XX век. Ч. 2: Учебное пособие. Уфа: РИО БашГУ, 2002. 234 с.
- Геннадий Трошев. Моя война: Чеченский дневник окопного генерала. М.: Вагриус, 2004. 382 с., 15000 экз. ISBN 5-264-00657-1
- Николай Гродненский. Неоконченная война. История вооружённого конфликта в Чечне. М., 2004. 670 с (недоступная ссылка).

## Описание боя в художественной литературе
- Карасёв А.В. Повесть рядового Савельева / Предатель. Екб.: Издательские решения, 2020. ISBN 978-5-4490-5967-3; Записки бывшего вэвэшника. С. 92-94 / Чеченские рассказы. М.: Литературная Россия, 2008, 320 с. ISBN 978-5-7809-0114-3; Повесть рядового Савельева / Чеченские рассказы. Екб.: Издательские решения, 2020. ISBN 978-5-4483-2388-1.

…По дороге, в дыму, медленно ползут бээмдэшки. Спешившиеся десантники палят из-за них что есть мочи в покрытые зеленью горы…